# World Curling Federation
La World Curling Federation ("Federazione mondiale di curling", WCF; fino al 1991 International Curling Federation, ICF) è la federazione sportiva internazionale che dirige e regola lo sport del curling in tutto il mondo, in tutte le sue specialità. Organizza i campionati internazionali maggiori o ne delega l'organizzazione alle federazioni continentali, e regola il ranking mondiale per squadre nazionali, oltre ai regolamenti internazionali. La sua sede si trova a Perth (Regno Unito) e l'attuale presidente (con mandato 2010-2014) è la scozzese Kate Caithness, eletta durante i campionati mondiali di curling 2010 a Cortina d'Ampezzo

## Storia

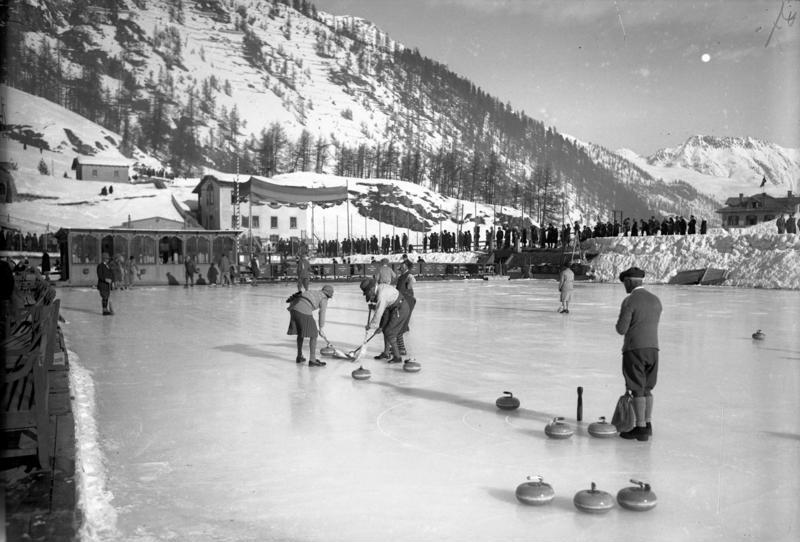
Curling misto a Sankt Moritz nel 1932

### 1957-1967
L'idea di creare un organo mondiale per la regolamentazione del curling nacque a Edimburgo nel 1957: questa organizzazione internazionale era necessaria per richiedere il riconoscimento dello sport a livello olimpico. In quell'occasione non si concluse nulla, ma due anni più tardi, nel 1959, il Canada e la Scozia segnano un importante passo avanti con il lancio della Scotch Cup, la prima competizione internazionale di curling tra squadre nazionali. A questa competizione si interessarono altre nazioni, che si aggiunsero negli anni successivi: gli Stati Uniti (1961), la Svezia (1962), la Norvegia e la Svizzera (1964), la Francia (1966) e la Germania (1967). I risultati della Scotch Cup degli anni compresi tra il 1959 e il 1967 ora sono riconosciuti come risultati del Campionato mondiale di curling maschile.
Il successo della Scotch Cup portè ad un altro tentativo, nel marzo 1965, di creare un'organizzazione globale: il Royal Caledonian Curling Club scozzese convocò una riunione nella propria sede di Perth, durante la quale i sei Paesi presenti (Scozia, Canada, Stati Uniti d'America, Svezia, Norvegia e Svizzera) approvarono la proposta, avanzata dal Royal Club, di formare un comitato internazionale, che sarà chiamato International Curling Federation. L'anno seguente, nel marzo del 1966 a Vancouver, in Canada, fu compilato uno statuto per l'ICF da sette Paesi (la Francia si era aggiunta ai sei dell'anno precedente), e la Federazione fu fondata ufficialmente il 1º aprile. Lo statuto fu approvato nel marzo 1967, a Perth, e furono fissate una serie di regole per le competizioni internazionali. Alla riunione annuale della Federazione del 1968, a Pointe Claire in Canada, fu reso operativo il primo regolamento internazionale, soggetto però a modifiche e revisioni di ogni anno.

### 1967-1992
Sempre nel 1968, la Scotch Cup fu sostituita dall'Air Canada Silver Broom, riconosciuta come Campionato mondiale di curling ("World Curling Championship"). Nel 1975, la Federazione introdusse il Campionato mondiale junior di curling ("World Junior Curling Championship"), nel 1979 il Campionato mondiale di curling femminile ("World Ladies' Curling Championship") e nel 1988, il Campionato mondiale junior di curling femminile ("Junior Ladies' Curling Championship"). I quattro campionati furono riuniti in due nel 1989: a Milwaukee (Stati Uniti) si disputarono i Campionati mondiali di curling, sia maschili che femminili (WCC), e a Markham (Canada) i Campionati mondiali junior, anch'essi maschili e femminili (WJCC).
Lo Statuto subì significative modifiche nel 1982, quando la Federazione fu dichiarata ente indipendente e riconosciuta come l'organo del curling mondiale; il Royal Caledonian Curling Club, che fino ad allora aveva rappresentato sia la federazione internazionale sia quella nazionale scozzese, venne riconosciuto come Mother Club of Curling ("Curling club madre"), senza più nessun speciale con l'ICF. Nel 1991, il nome della Federazione divenne World Curling Federation (WCF).
Il curling fu presentato come sport dimostrativo ai Giochi olimpici invernali del 1988 di Calgary e del 1992 a Albertville, per squadre di uomini e donne. Era stato presentato una prima volta alle olimpiadi di Chamonix nel 1924, ma a causa della mancanza di una federazione internazionale e di squadre sufficienti non si presentò gli anni successivi. Il 21 luglio 1992, nella sessione di Barcellona, in Spagna, il Comitato olimpico internazionale concesse lo status ufficiale di sport olimpico sia alla competizione maschile sia a quella femminile, con effetto entro i Giochi olimpici invernali del 2002, con un'opzione per il 1998 a Nagano, Giappone. Nel corso della riunione del Comitato esecutivo tenutasi il 22 e 23 giugno 1993 a Losanna, il Comitato organizzatore dei Giochi di Nagano incluse ufficialmente nel programma il curling. In quell'occasione parteciparono otto squadre per gli uomini e otto per le donne, numero che fu incrementato a dieci nelle edizioni successive.

### 1992-2010
All'assemblea generale della Federazione a Leukerbad (Svizzera) nel dicembre 1993 fu adottata un'ulteriore revisione dello statuto. Ciò ha comportato modifiche alla struttura di gestione. La nuova struttura è diventata operativa dopo l'elezione del comitato esecutivo all'assemblea generale svolta a Oberstdorf (Germania) nel mese di aprile del 1994. Fino ad allora l'amministrazione dell'ICF/WCF era stata responsabilità dei dipendenti del Royal Caledonian Curling Club; dopo l'adozione del nuovo statuto, la WCF impostò il proprio ufficio e la propria segreteria a Edimburgo, in una sede distinta da quella del Royal Club. All'assemblea generale della Federazione tenuta a Grindelwald (Svizzera), nel dicembre 1995, fu introdotto un nuovo statuto al fine di conformarsi alla legislazione svizzera in seguito alla registrazione della Federazione in quel Paese. Nel maggio 2000, il segretariato WCF si spostò da Edimburgo a Perth, sempre in Scozia.
I primi Campionati mondiali di curling in carrozzina ("World Wheelchair Curling Championship") si sono tenuti nel gennaio 2002; nel marzo dello stesso anno il Comitato Paralimpico Internazionale ha concesso lo status ufficiale sport papalimpico per squadre miste di curling. Il Comitato organizzatore dei Giochi paralimpici invernali di Torino 2006 ha incluso la disciplina nel proprio programma.
Altri eventi internazionali introdotti nel 2002 sono stati i Campionati mondiali senior di curling, sia maschili che femminili, e la Continental Cup, un torneo organizzato sulla stessa falsariga della Ryder Cup di golf che contrappone una selezione nordamericana a una selezione europea (in seguito divenuta mondiale). Nel 2003 il curling è stato introdotto nei programmi delle Universiadi e dei Giochi asiatici invernali; nel 2005 i mondiali maschili e femminili si sono separati, e si sono tenuti da allora in sedi separate. Nello stesso anno il Festival olimpico della gioventù europea ha introdotto le competizioni di curling junior maschili e femminili per atleti tra i 15 e i 18 anni di età. Nel 2008 si sono svolti a Vierumäki (Finlandia) i primi Campionati mondiali di curling doppio misto.

## Attività

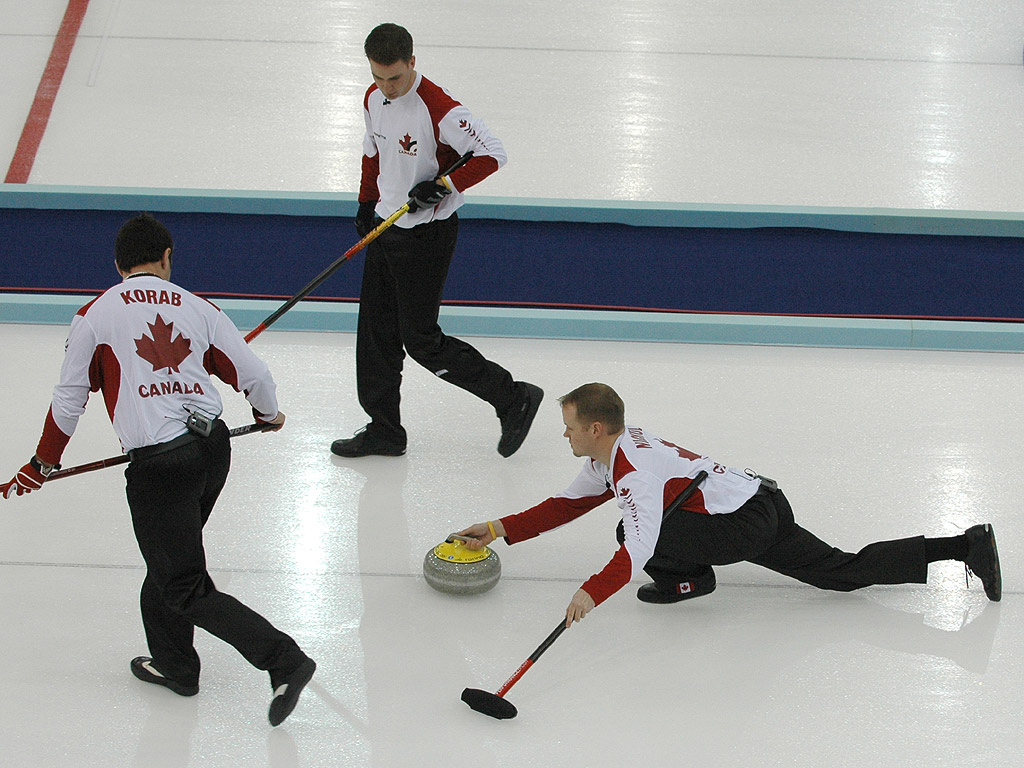
La Nazionale di curling del Canada in azione durante i XX Giochi olimpici invernali, ospitati da Torino nel 2006

Oltre ai Campionati mondiali di curling (WCC), la World Curling Federation organizza i Campionati mondiali junior di curling (WJCC), i Campionati mondiali senior di curling (WSCC), i Campionati mondiali di curling doppio misto (WDMCC), i Campionati mondiali di curling in carrozzina (WWCC), i Campionati di curling del Pacifico (PCC), i Campionati junior di curling del Pacifico (PJCC) e la Continental Cup.

## Membri
Le federazioni nazionali che fanno parte del WCF sono:
- Scozia - Royal Caledonian Curling Club, "Mother Club of Curling "
- Andorra - Andorra Curling Association
- Austria - Österrichischer Curling Verband
- Belgio - Belgium Curling Association
- Bielorussia - Belarusian Curling Association
- Brasile - Confederação Brasileira de Desportos no Gelo
- Bulgaria - Bulgarian Curling Association
- Canada - Canadian Curling Association
- Cina - Chinese Curling Association
- Corea del Sud - Korean Curling Federation
- Croazia - Croatian Curling Association
- Danimarca - Dansk Curling Forbund
- Estonia - Eesti Curlingu Liit
- Finlandia - Suomen Curlingliitto
- Francia - Fédération Française des Sports de Glace
- Galles - Welsh Curling Association
- Germania - Deutsche Curling-Verband
- Giappone - Japan Curling Association
- Grecia - Ellenike Omospondia Kerlingk
- Inghilterra - English Curling Association
- Irlanda - Irish Curling Association
- Islanda - Icelandic Curling Association
- Isole Vergini Americane - US Virgin Islands Curling Association
- Italia - Federazione Italiana Sport del Ghiaccio
- Kazakistan - Kazakhstan Curling Association
- Lettonia - Latvijas kērlinga asociācija
- Liechtenstein - Liechtenstein Curling Association
- Lituania - Lietuvos Kerlingo Asociacija
- Lussemburgo - Union Luxembourgeoise de Curling
- Norvegia - Norges Curling Forbund
- Nuova Zelanda - New Zealand Curling Association
- Paesi Bassi - Nederlandse Curling Bond
- Polonia - Polski Związek Curlingu
- Rep. Ceca - Český Svaz Curlingu
- Russia - Federacija Kërlinga Rossii
- Serbia - National Curling Association of Serbia
- Slovacchia - Slovenský Curlingový Zväz
- Spagna - Federación Española de Deportes de Hielo
- Stati Uniti - United States Curling Association
- Svezia - Svenska Curlingförbundet
- Svizzera - Swiss Curling Association
- Taiwan - Chinese Taipei Curling Federation
- Turchia - Türkiye Buz Pateni Federasyonu
- Ungheria - Magyar Curling Szövetség
- Armenia - Armenian National Curling Federation
- Romania - Federatia Romana de Curling
- Slovenia - Curlinga zveza Slovenije